# Mara Salvatrucha
Mara Salvatrucha, conhecida como MS-13, é uma gangue criminosa internacional que se originou em Los Angeles, Califórnia, na década de 1980. Originalmente, a gangue foi criada para proteger os imigrantes salvadorenhos de outras gangues na área de Los Angeles. Com o tempo, a gangue se transformou em uma organização criminosa mais tradicional.
Muitos membros do MS-13 foram deportados para El Salvador após o fim da Guerra Civil salvadorenha em 1992 ou, ao serem presos, facilitando a expansão da quadrilha para a América Central. A gangue está atualmente ativa em muitas partes dos Estados Unidos, Canadá, México e América Central. A maioria dos membros é centro-americana—salvadorense em particular.
Como uma gangue internacional, sua história está intimamente ligada às relações entre os Estados Unidos e El Salvador. Em 2018, os membros da gangue nos Estados Unidos de até 10.000 representavam menos de 1% dos 1,4 milhão de membros de gangues nos Estados Unidos e uma parcela semelhante de assassinatos de gangues. A gangue é frequentemente mencionada pelo Partido Republicano dos Estados Unidos para defender políticas de imigração mais rígidas. 

## Descrição

### Etimologia
MS significa 'Mara Salvatrucha', uma combinação das palavras Mara ("gangue"), Salva ("Salvador") e trucha ("malandros da rua"). Já o número 13 representa a posição da letra M no alfabeto.

### Características
Os membros da Mara Salvatrucha consistem principalmente de salvadorenhos e salvadorenhos americanos, mas também hondurenhos, guatemaltecos, mexicanos e outros centro-americanos e sul-americanos. Centro-americanos são os principais alvos de violência e ameaças de violência pela MS-13, e muitas de suas vítimas são menores de idade, e menores de idade também constituem a maioria dos suspeitos presos por homicídios atribuídos à MS-13 Os membros da gangue MS-13 normalmente chegam aos Estados Unidos vindos da América Central como menores desacompanhados.
Muitos distritos escolares que recebem migrantes da América Central relutam em admitir adolescentes desacompanhados quando chegam da América Central, o que os deixa em casa e vulneráveis ao recrutamento de gangues. O recrutamento é muitas vezes forçado, em El Salvador as crianças são recrutadas enquanto viajam para a escola, igreja ou trabalho. Os jovens que são presos por qualquer motivo geralmente são introduzidos em alguma gangue ou outra durante o encarceramento. Para entrar no grupo passa-se por uma sessão de espancamento que dura 13 segundos. Além disso, é preciso praticar um crime, frequentemente um assassinato, para a gangue.
Os membros da gangue Mara Salvatrucha são tipicamente jovens e adolescentes empobrecidos, que muitas vezes são sem-teto e afastados da família, e que subsistem de pequenos tráfico de drogas, roubo e extorsão de vendedores ambulantes e outros pequenos criminosos. Integrantes do MS-13 utilizam prédios abandonados em áreas urbanas, conhecidos como "destruidores", como local de residência e para realização de reuniões clandestinas, festas e tráfico de drogas. Os membros de gangues empregados geralmente trabalham nas indústrias de construção, restaurante, serviço de entrega e paisagismo, apresentando documentação falsa aos empregadores.
Retribuições violentas visam tanto as gangues inimigas quanto suas famílias, amigos e vizinhos. Famílias inteiras são exterminadas em um único ataque, independentemente da idade. Ônibus cheios de passageiros de partes erradas da cidade são queimados em plena luz do dia com passageiros ainda a bordo. Policiais, funcionários do governo e organizações comunitárias são alvos frequentes. Ataques como esses levaram a Suprema Corte de El Salvador a autorizar a classificação de gangues como organizações terroristas.
Essa crueldade dos membros dos "Maras" ou "Mareros" resultou no recrutamento de alguns pelo Cartel de Sinaloa, lutando contra Los Zetas na guerra às drogas mexicana. Suas atividades abrangentes chamaram a atenção do FBI e do Serviço de Imigração e Controle de Aduanas (ICE), que iniciaram ataques em larga escala contra membros de gangues conhecidos e suspeitos, prendendo centenas nos Estados Unidos.
Em uma entrevista com Bill Ritter no final de 2017, a promotora do condado de Nassau, Nova York, Madeline Singas, referindo-se aos crimes cometidos por membros da gangue MS-13, declarou: "Os crimes de que estamos falando são brutais. Sua arma de escolha é um facão. Acabamos vendo pessoas com ferimentos que eu nunca vi antes. Você sabe, membros decepados. E é assim que os corpos se parecem que estamos recuperando. Então eles são brutais. Eles são implacáveis e seremos implacáveis em nossos ataques contra eles". A escolha do facão contrasta com outras gangues, que preferem usar armas de fogo.
Muitos membros da Mara Salvatrucha se cobrem com tatuagens, inclusive no rosto. Marcações comuns incluem "MS", "Salvatrucha", os "Chifres do Diabo" e o nome de sua camarilha. Em 2007, a quadrilha estava abandonando as tatuagens no rosto para facilitar a prática de crimes sem ser notado.
Os membros da Mara Salvatrucha, como os da maioria das gangues americanas modernas, utilizam um sistema de sinais manuais para fins de identificação e comunicação. Uma das mais comumente exibidas é a "cabeça do diabo", que forma um 'M' quando exibida de cabeça para baixo. Este sinal de mão é semelhante ao símbolo comumente exibido por músicos de heavy metal e seus fãs. Fundadores da gangue adotaram o sinal da mão após assistirem a shows de bandas de heavy metal.

### Presença
[[File:MaraSalvatruchaLocation.png|thumb|left|{{|Mapa localizador de países e estados com presença da Mara Salvatrucha. 
]]

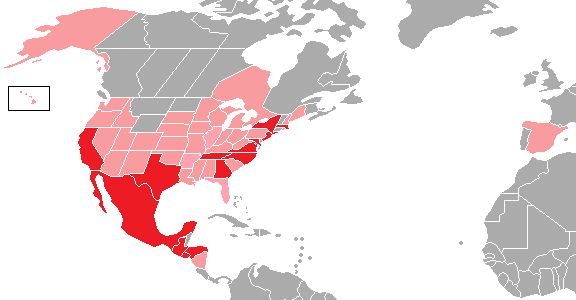
|Mapa localizador de países e estados com presença da Mara Salvatrucha.
territórios com forte presença
territórios com presença mais leve

De acordo com a Avaliação Nacional de Ameaças de Gangues de 2009, Mara Salvatrucha "é estimada em 30.000 a 50.000 membros e membros associados em todo o mundo, 8.000 a 10.000 dos quais residem nos Estados Unidos". Outras estimativas colocam em cerca de 30.000 membros internacionalmente. MS-13 é uma das maiores gangues de rua hispânicas que operam nos Estados Unidos. A gangue tem atuação em aproximadamente dez estados dos EUA, com atividade em pelo menos 42 estados e no Distrito de Columbia. Mara Salvatrucha tem cerca de 15 a 20 grupos ativos em Los Angeles, com a gangue reivindicando partes de Eastlake, Pico-Union, Koreatown, East Hollywood, North Hollywood, Panorama City e Van Nuys como seu território. Em Nova York, o MS-13 está baseado principalmente nas áreas de Woodhaven, Jamaica, Flushing e Rockaway, todos no Queens, bem como em Long Island. O FBI relatou, em 2008, que a maior ameaça de Mara Salvatrucha estava no oeste e nordeste dos Estados Unidos, coincidindo com o aumento da população de imigrantes salvadorenhos nessas áreas. A atividade do MS-13 no Sudeste estava aumentando na época devido a um influxo de membros de gangues. No início de 2018, o promotor distrital do condado de Nassau, em Nova York, afirmou que uma investigação "descobriu uma rede estruturada de operações MS-13 em Nova Jersey, Maryland, Virgínia, Texas, de dentro de uma cela de prisão no Mississippi e em países ao redor o globo, incluindo México, Colômbia, Coréia do Sul, França, Austrália, Peru, Egito, Equador e Cuba". A gangue é mais forte nos países do Triângulo Norte da América Central, respectivamente em El Salvador, Honduras e Guatemala. Em El Salvador estima-se que o MS-13 e a quadrilha da 8th Street gang empreguem cerca de 60.000 entre eles, tornando-os os maiores empregadores do país. Mara Salvatrucha expandiu-se significativamente no México sob a direção da Ranfla Nacional, o "conselho de diretores" da gangue.
Robert Morales, promotor da Guatemala, indicou em 2008 ao The Globe and Mail que alguns membros de gangues da América Central buscavam o status de refugiado no Canadá. "Sabemos que há membros do Mara 18 e do MS-13 que estão no Canadá e querem ficar lá", e acrescentou: "Me deparei com um membro de gangue que trabalhava em um call center aqui. Ele tinha acabado de voltar de um longo período em Ontário. Estamos ouvindo sobre o Canadá cada vez com mais frequência em conexão com membros de gangues daqui". O superintendente da força-tarefa integrada de gangues da Real Polícia Montada do Canadá (RCMP), John Robin, foi citado no mesmo artigo dizendo: "Eu acho que [membros de gangues] têm a sensação de que a polícia aqui não os tratará da maneira dura que recebem lá em baixo". Robin observou que as autoridades canadenses "querem evitar acabar como os Estados Unidos, que estão lidando com o problema dos gângsteres da América Central em uma escala muito maior". Em maio de 2018, as autoridades federais canadenses alertaram os serviços policiais canadenses sobre membros de gangues que tentavam fugir dos Estados Unidos para o Canadá.
Antes de uma repressão à gangue em 2014 pelo Corpo Nacional de Polícia da Espanha, o MS-13 operava cinco grupos na Espanha, localizadas em Madrid, Girona, Barcelona e Ibi. As operações de Mara Salvatrucha na Espanha receberam apoio financeiro e logístico da liderança da gangue baseada em El Salvador como parte da agenda expansionista do MS-13 conhecida como Programa 34.

## História
A gangue Mara Salvatrucha teve origem em Los Angeles, Estados Unidos, criada na década de 1980 por imigrantes salvadorenhos nos bairros de Pico-Union, Westlake e Rampart da cidade, que imigraram para os Estados Unidos após a Guerra Civil Centro-Americana da década de 1980.
No começo, o MS-13 era um grupo de fãs de heavy metal jovens e delinquentes que moravam em Los Angeles. No entanto, a comunidade sem documentos da cidade estava sujeita a graves preconceitos raciais e perseguições. Nessas condições, o MS-13 começou a se transformar em uma gangue. Originalmente, o principal objetivo da gangue era proteger os imigrantes salvadorenhos das outras gangues mais estabelecidas de Los Angeles, compostas predominantemente por mexicanos, asiáticos e afro-americanos. Alguns dos membros originais do MS-13 aderiram ao satanismo e, embora a maioria dos membros contemporâneos do MS-13 não se identifiquem como satanistas, a influência satanista ainda é vista em alguns de seus simbolismos. A quadrilha tornou-se uma organização criminosa mais tradicional sob os auspícios de Ernesto Deras. Deras era um ex-membro do Batalhão Atlacatl, treinado no Panamá pelos Boinas Verdes dos Estados Unidos. Ao assumir a liderança de um grupo do MS-13 em 1990, ele usou seu treinamento militar para disciplinar a gangue e melhorar suas operações logísticas. Foi depois desse ponto que a gangue começou a crescer em poder. A rivalidade do MS-13 com a 18th Street Gang também começou neste período. MS-13 e 18th Street foram inicialmente amigáveis, já que eram algumas das únicas gangues que permitiam a entrada de salvadorenhos. O que exatamente causou o desmoronamento de sua aliança é incerto. A maioria das versões aponta para uma briga por uma garota em 1989. No incidente, um gangster MS-13 foi morto, o que levou a um ciclo de vingança que se transformou em uma animosidade intensa e generalizada entre as duas gangues.
Muitos membros da gangue MS-13 da área de Los Angeles foram deportados após serem presos, como, por exemplo, José Abrego, um membro do alto escalão, foi deportado quatro vezes. Como resultado dessas deportações, os membros do MS-13 recrutaram mais membros em seus países de origem. O Los Angeles Times afirma que as políticas de deportação contribuíram para o tamanho e a influência da gangue nos Estados Unidos e na América Central.
A Guerra Civil de El Salvador durou mais de 12 anos e incluiu o terror deliberado e o ataque a civis por esquadrões da morte treinados pelos EUA, incluindo o ataque a clérigos proeminentes da Igreja Católica. A guerra viu o recrutamento de crianças soldados e outras violações dos direitos humanos, principalmente pelos militares, que deixou o país suscetível à infiltração de gangues.
Como parte dos Acordos de Paz de Chapultepec, o governo salvadorenho do pós-guerra foi obrigado a parar de usar o exército permanente como força policial e formar um novo serviço policial nacional. No entanto, o partido político governante, ARENA, era descendente do governo militar do tempo de guerra. Para favorecer os aliados militares, atrasou a formação da Polícia Nacional Civil de El Salvador (PNC). Quando o PNC foi finalmente organizado em 1993, partes da força policial foram criadas integrando as forças armadas. Alguns dos membros da nascente força policial eram conhecidos criminosos de guerra. A falta de uma força policial adequada significou que os gângsters deportados enfrentaram pouca oposição ao estabelecer o MS-13 em El Salvador. Para agravar a questão, o período do pós-guerra foi marcado pela existência de um grande número de armas descontroladas remanescentes do conflito, o que permitiu que o MS-13 se tornasse um importante traficante de armas. Esta continua sendo uma de suas principais fontes de receita hoje, ao lado de extorsão e assassinato. Além disso, as lutas econômicas do pós-guerra, juntamente com as reformas comerciais neoliberais, provavelmente contribuíram para o crescimento do MS-13.

### Tentativas de supressão
A violência das gangues em El Salvador atingiu o pico na década de 1990, depois declinou no início dos anos 2000. Mesmo assim, eles se tornaram uma parte fundamental do discurso político. As presidências da ARENA implementaram as políticas Mano Dura e Super Mano Dura para combater as gangues. Observadores externos e os próprios gângsters acreditam que essas políticas aumentaram o poder das gangues em El Salvador.
Em 2004, o FBI criou a MS-13 National Gang Task Force, que facilita a cooperação entre as agências policiais locais e estaduais para desmantelar o MS-13. As estratégias da Força-Tarefa incluem a deportação de membros da Mara Salvatrucha para seus países de origem, um esforço que, ao contrário, exacerbou o problema das gangues ao destacar sua proliferação internacionalmente.
As políticas da Mano Dura foram seguidas por uma trégua entre o MS-13 e seus rivais perpétuos, a 18th Street Gang. Sob a direção do presidente Mauricio Funes, o primeiro presidente salvadorenho representando o partido FMLN, representantes do governo e de gangues negociaram extraoficialmente. Os termos exigiam que as gangues reduzissem a taxa de homicídios em troca de transferências para prisões de menor segurança. Além disso, as gangues receberiam benefícios do governo por cada arma de fogo que entregassem. Enquanto os homicídios diminuíram durante a trégua, as gangues não precisavam mais se preocupar tanto com guerras territoriais. Em vez disso, eles se concentraram em recrutamento, organização e extorsão. A trégua não protegeu a maioria dos salvadorenhos da extorsão. Isso, junto com relatos de indulgência do governo em relação a gângsteres presos, tornou a trégua altamente impopular e controversa.
O sucessor de Funes como candidato presidencial da FMLN, Salvador Sánchez Cerén, fez campanha para retornar uma abordagem dura em relação às gangues. Depois que Sánchez Cerén assumiu a presidência em 2014, a trégua foi considerada encerrada. Desde o fim da trégua entre as gangues, o número de execuções extrajudiciais cometidas por forças policiais aumentou dramaticamente. Durante a trégua, as gangues salvadorenhas puderam se concentrar na expansão e na regulamentação interna, em vez do conflito entre gangues. Quando a trégua terminou, as gangues haviam aumentado significativamente suas forças. Como tal, a quebra da trégua trouxe um retorno aos níveis recordes de violência, com as gangues sendo muito mais fortes e organizadas do que antes. Em 2015, El Salvador teve a maior taxa nacional de homicídios per capita do mundo, em grande parte devido à escalada da violência entre a MS-13 e a 18th Street Gang. Os participantes nas negociações de trégua originais já foram processados. Os julgamentos revelaram corrupção significativa, como negociadores do governo incentivando gangues a aumentar a taxa de homicídios para manter todos na mesa de negociações.
A oposição ao MS-13 nos EUA assumiu várias formas. Em 2004, o FBI criou a MS-13 National Gang Task Force. O FBI também começou a cooperar com a aplicação da lei em El Salvador, Honduras, Guatemala e México, e montou seu próprio escritório em San Salvador em fevereiro de 2005. No ano seguinte, o FBI ajudou a criar um Centro Nacional de Informações sobre Gangues e delineou uma Estratégia Nacional de Gangues para o Congresso dos Estados Unidos. Em 2011, esta operação havia feito mais de 20.000 prisões, incluindo mais de 3.000 prisões de supostos membros do MS-13. Em outubro de 2012, o Departamento do Tesouro dos Estados Unidos anunciou o congelamento de ativos de propriedade americana controlados pela organização e listou o MS-13 como uma organização criminosa transnacional. Enquanto os três líderes (José Luís Mendoza Figueroa, Eduardo Erazo Nolasco e Élmer Canales Rivera) estavam presos em El Salvador, eles continuaram dando ordens. Como resultado, o Departamento do Tesouro dos Estados Unidos impôs novas sanções em 2015, permitindo que o governo confiscasse todos os ativos controlados por esses homens; qualquer negócio com esses líderes seria encerrado. Em janeiro de 2016, mais de 400 policiais de Boston estiveram envolvidos na prisão de 37 membros do MS-13; 56 foram presos no total. Armas e dinheiro também foram apreendidos nas casas dos integrantes da quadrilha. O tenente-coronel Frank Hughes da Polícia do Estado de Massachusett] comentou em uma conferência pública: "Em meus 30 anos de aplicação da lei, nunca vi uma gangue mais violenta por aí. São indivíduos muito, muito violentos. A violência é indescritível." As acusações incluíam violações de imigração, extorsão e tráfico de armas e drogas. Em 16 de novembro de 2017, os funcionários do Departamento de Segurança Interna dos Estados Unidos (DHS), do Departamento de Justiça dos Estados Unidos (DOJ) e do Imigração e Alfândega dos Estados Unidos (ICE) anunciaram a prisão de um total de 267 supostos membros e associados da gangue MS-13 em Operação Raging Bull, que foi realizada em duas fases. A primeira fase foi em setembro de 2017 e resultou em 53 prisões em El Salvador. A segunda fase foi entre 8 de outubro e 11 de novembro de 2017 e resultou em 214 prisões nos EUA. As acusações incluíam tráfico de drogas, prostituição infantil, tráfico de pessoas, extorsão e conspiração para cometer assassinato.
Em 27 de julho de 2017, 113 supostos membros da gangue MS-13 foram presos pelas autoridades salvadorenhas.
Em 4 de junho de 2008, em Toronto, Ontário, a polícia executou mandados de busca, fez 21 prisões e apresentou dezenas de acusações após uma investigação de cinco meses.
Em janeiro de 2021, o procurador-geral interino dos Estados Unidos, Jeffrey Rosen, anunciou as acusações de terrorismo contra quatorze líderes do MS-13 conhecidos como Ranfla Nacional presos em El Salvador.
Em junho de 2022, durante a repressão às gangues salvadorenhas de 2022, um dos líderes da gangue, César Alfredo Romero Chávez, foi condenado a 1.090 anos de prisão em El Salvador após ser condenado por 24 acusações de homicídio qualificado entre 2017 e 2018. Ele foi condenado a 20 anos para cada caso.

### Perseguição dos EUA a Yulan Adonay Archaga Carias
Em 3 de novembro de 2021, o FBI emitiu um comunicado à imprensa afirmando que Yulan Adonay Archaga Carias estava sendo adicionado à lista dos dez foragidos mais procurados pelo FBI com uma recompensa de 100.000 dólares por informações que levassem à sua captura. Archaga Carias é o suposto líder do MS-13 para todas as Honduras. De acordo com o FBI, Archaga Carias é acusado federalmente no Distrito Sul de Nova York por conspiração para extorsão, conspiração para importação de cocaína e posse e conspiração para possuir metralhadoras.
Em 8 de fevereiro de 2023, o Governo dos Estados Unidos aumentou a pressão sobre Archaga Carias. O Gabinete de Assuntos Internacionais de Aplicação da Lei e Narcóticos do Departamento de Estado dos Estados Unidos ofereceu uma recompensa de 5 milhões de dólares por meio de seu Programa de Recompensas para Narcóticos. No mesmo dia, o Departamento do Tesouro dos Estados Unidos de Controle de Ativos Estrangeiros anunciou sua sanção por meio da colocação na Lista de Cidadãos Especialmente Designados e Pessoas Bloqueadas de acordo com a Ordem Executiva 13581.

### Discurso político
O MS-13 tem sido um tema no Partido Republicano, em particular no ex-presidente Donald Trump em discurso durante campanhas políticas e debates sobre imigração. Os republicanos acusaram os democratas de serem responsáveis pela violência das gangues MS-13 e pediram políticas de imigração mais rígidas para lidar com o MS-13. Políticos republicanos argumentaram que as cidades-santuário (jurisdições que não priorizam a aplicação da lei de imigração) contribuem para a atividade do MS-13, no entanto, estudos sobre a relação entre o status de santuário e o crime descobriram que as políticas de santuário não afetam o crime ou diminuem as taxas de criminalidade.
Durante o governo Trump, o MS-13 tornou-se uma prioridade para o Departamento de Justiça. Trump alegou falsamente que as cidades haviam sido "libertadas" do domínio MS-13 durante sua presidência. Em 2018, o Discurso sobre o Estado da União de Donald Trump incluiu Evelyn Rodriguez, mãe de uma criança que foi morta por membros do MS-13. Rodriguez morreu logo depois de um caso não relacionado ao MS-13. Trump também afirmou falsamente em várias ocasiões que seu governo havia deportado "milhares e milhares" de membros da gangue MS-13. Ao justificar a implementação pela administração Trump de uma política de separação familiar de migrantes acusados de cruzar a fronteira ilegalmente, Kirstjen Nielsen, secretária do Departamento de Segurança Interna, disse que crianças migrantes estavam sendo usadas pelo MS-13 para cruzar a Fronteira Estados Unidos–México; não há evidências de que os membros do MS-13 tenham reivindicado falsamente a custódia de crianças que cruzam a fronteira dos EUA.
Vários políticos republicanos, incluindo o presidente Trump, acusaram falsamente os democratas de apoiar o MS-13 ou protegendo membros da gangue MS-13 da deportação.
Nos Estados Unidos, havia cerca de 10.000 membros da gangue MS-13 em 2018, mostrando números estáveis de membros por mais de uma década. A gangue responde por menos de 1% do total de membros de gangues nos Estados Unidos (1,4 milhão de acordo com dados do FBI) e uma parcela semelhante de assassinatos de gangues. No entanto, uma avaliação do FBI informou que "as gangues de Sureños, incluindo Mara Salvatrucha, 18th street e Florencia 13, estão se expandindo mais rapidamente do que outras gangues de nível nacional, tanto em número de membros quanto geograficamente". A administração Trump afirmou que há um "aumento de membros da gangue MS-13" e que a fraca fiscalização da imigração contribui para uma maior atividade criminosa do MS-13; não houve nenhuma evidência para corroborar qualquer uma dessas reivindicações.

## Crimes divulgados
Os membros da Mara Salvatrucha estão envolvidos no narcotráfico, principalmente cocaína e maconha, para os Estados Unidos, bem como no transporte e distribuição de drogas ilícitas nos Estados Unidos. Por outro lado, a quadrilha está envolvida no tráfico de veículos roubados dos Estados Unidos para a América Central. O MS-13 também utiliza intimidação e violência para extorquir pagamentos de negócios legais e ilegais que operam em seu território. Os membros participam de atividades criminosas adicionais, incluindo contrabando de estrangeiros, tráfico de armas, agressão, homicídio, estupro, sequestro, roubo de identidade, invasão domiciliar, roubo de carros, prostituição, roubo e vandalismo.
MS-13 é afiliado as gangues dos Sureños, que prestam homenagem à máfia mexicana. O grupo tem conluio com a máfia mexicana no tráfico de drogas. Os líderes da Mara Salvatrucha no México negociaram acordos com os cartéis Los Zetas, Cartel do Golfo, Cartel de Jalisco Nova Geração e Cartel de Sinaloa para obter narcóticos e armas de fogo. O maior rival internacional do MS-13 é a 18th Street gang. Outras gangues rivais incluem os Bloods e os Latin Kings. Lutas internas entre os grupos da Mara Salvatrucha também ocorreram.

### Casos
Em 13 de julho de 2003, Brenda Paz, uma ex-integrante do MS-13 de 17 anos que se tornou informante, foi encontrada morta a facadas nas margens do Rio Shenandoah, na Virgínia. Ela estava grávida de quatro meses na época, antes de ser morta por informar o FBI sobre as atividades criminosas da Mara Salvatrucha; dois de seus ex-amigos foram posteriormente condenados pelo assassinato.
Em 23 de dezembro de 2004, um dos crimes MS-13 mais amplamente divulgados na América Central ocorreu em Chamelecón, Honduras, quando um ônibus intermunicipal foi interceptado e atingido por fuzis de assalto matando 28 pessoas e ferindo 14 passageiros civis, a maioria dos quais eram mulheres e crianças. O MS-13 organizou o massacre como um protesto contra o governo hondurenho por propor a restauração da pena de morte em Honduras. Seis homens armados varreram o ônibus com tiros. Enquanto os passageiros gritavam e se abaixavam, outro atirador subiu a bordo e executou metodicamente os passageiros. Em fevereiro de 2007, Juan Carlos Miranda Bueso e Darwin Alexis Ramírez foram considerados culpados de vários crimes, incluindo homicídio e tentativa de homicídio. Ebert Anibal Rivera foi preso pelo ataque depois de fugir para o Texas. Juan Bautista Jimenez, acusado de ser o mandante do massacre, foi morto na prisão; de acordo com as autoridades, outros internos do MS-13 o enforcaram por conta da má publicidade que ele havia causado. Não havia provas suficientes para condenar Óscar Fernando Mendoza e Wilson Geovany Gómez.
Em 13 de maio de 2006, Ernesto "Smokey" Miranda, ex-soldado de alto escalão e um dos fundadores da Mara Salvatrucha, foi assassinado em sua casa em El Salvador poucas horas depois de se recusar a comparecer a uma festa para um membro de gangue que havia acaba de sair da prisão. Ele começou a estudar direito e a trabalhar para manter as crianças longe das gangues.
Em 6 de junho de 2006, um adolescente membro da gangue MS-13 chamado Gabriel Granillo foi esfaqueado até a morte em Ervan Chew Park, no distrito de Neartown, em Houston, Texas. Chris Vogel, do Houston Press, escreveu que o julgamento da garota que esfaqueou Granillo, Ashley Paige Benton deu atenção ao MS-13.
Em 2007, Julio Chavez, membro do MS-13 de Long Island, Nova York, supostamente assassinou um homem porque ele vestia um moletom vermelho e foi confundido com um membro da gangue Bloods.
Em 22 de junho de 2008, em San Francisco, Califórnia, um membro da gangue MS-13 de 21 anos, Edwin Ramos, atirou e matou a família Bologna, sendo o pai, Anthony, 48, e seus dois filhos Michael, 20, e Matthew, 16, onde voltavam para casa de um churrasco em família. O carro deles impediu Ramos de completar uma curva à esquerda em uma rua estreita.
Em 26 de novembro de 2008, Jonathan Retana foi condenado pelo assassinato de Miguel Angel Deras no Condado de Hamilton, Ohio, que as autoridades vincularam a uma iniciação do MS-13.
Em fevereiro de 2009, as autoridades do Colorado e da Califórnia prenderam 20 membros do MS-13 e apreenderam 4 kg de metanfetamina, 2,3 kg de cocaína, uma pequena quantidade de heroína, 12 armas de fogo e 3.300 dólares em dinheiro.
Em junho de 2009, Edwin Ortiz, Jose Gomez Amaya e Alexander Aguilar, membros da gangue MS-13 de Long Island, que confundiram transeuntes com membros de gangues rivais, atiraram em dois civis inocentes. Edgar Villalobos, um trabalhador, foi morto.
Em 4 de novembro de 2009, os líderes salvadorenhos da gangue MS-13 supostamente assinaram um contrato com o agente federal responsável pela repressão às facções de Nova York, segundo o Daily News. A conspiração para assassinar o agente não identificado do Serviço de Imigração e Controle de Aduanas dos Estados Unidos da América (ICE) foi revelada em um mandado de prisão do renomado membro da gangue Walter "Duke" Torres. Torres informou as autoridades sobre o plano depois que ele e quatro membros do MS-13 foram parados por detetives do NYPD por importunar transeuntes no Northern Boulevard, no Queens, Nova York. Ele disse à polícia que tinha informações para repassar; ele foi interrogado em 22 de outubro em Rikers Island, onde estava detido por um mandado emitido na Virgínia, de acordo com documentos do tribunal. Torres disse que "a ordem para o assassinato veio da liderança de uma gangue em El Salvador", escreveu o agente do ICE Sean Sweeney em uma declaração juramentada para um novo mandado acusando Torres de conspiração. Torres, que pertencia a um grupo do MS-13 na Virgínia, disse que foi colocado no comando e viajou para Nova York em agosto "com o propósito específico de participar do planejamento e execução da trama de assassinato", escreveu Sweeney. Integrantes da quadrilha tentavam obter um fuzil de alta potência para penetrar no colete à prova de balas do agente. Outro informante do MS-13 disse às autoridades que o agente foi marcado para morrer porque a gangue estava "extremamente zangada" com ele por prender muitos membros nos últimos três anos, afirma o depoimento. O assassinato deveria ter sido executado pelo grupo de Flushing, de acordo com o informante. Os promotores federais indiciaram vários membros da gangue MS-13 por extorsão, prostituição, sequestro, imigração clandestina, lavagem de dinheiro, assassinato, tráfico de pessoas, tráfico de armas e tráfico de drogas; o agente especial visado era o principal investigador federal em muitos dos casos federais.
Em agosto de 2011, seis membros do San Francisco MS-13 foram condenados por extorsão e conspiração, incluindo três assassinatos, no que foi o maior julgamento de gangues da cidade em muitos anos. Outros 18 réus relataram ter ligações com a gangue se confessaram culpados antes do julgamento. Dois dos homens assassinados foram confundidos com membros de gangues rivais por causa de suas roupas vermelhas, e outro foi descrito por testemunhas de acusação como um vendedor de documentos falsos que se recusou a pagar 'impostos' ao MS-13 em seu território.
Em fevereiro de 2012, um juiz federal condenou três membros da gangue MS-13 por assassinato. Sua vítima, Moises Frias Jr., foi morto e dois de seus companheiros gravemente feridos, depois que membros do MS-13 os confundiram com membros da gangue rival Norteños por causa de suas roupas vermelhas. Danilo Velasquez, ex-líder da filial de San Francisco da MS-13, foi condenado à prisão perpétua, com mais 10 anos adicionais, e está preso na prisão federal de alta segurança USP Hazelton, na Virgínia Ocidental.
Em outubro de 2016, Jordy Mejia foi sequestrado e assassinado em Maryland. Em 1 de fevereiro de 2019, Reynaldo "Fuego" Granados-Vasquez, de 23 anos, Neris Moreno-Martinez, de 22 anos, e Jose "Liar" Melendez-Rivera, de 21, se declararam culpados de usar uma conta falsa do Facebook para atrair Mejia de Nova Jersey. Os três integrantes do MS-13, nativos de El Salvador, estavam nos Estados Unidos ilegalmente.
Em 27 de março de 2017, Raymond Wood foi encontrado morto na estrada em Bedford, Virgínia. Seis indivíduos foram acusados de roubo, sequestro e assassinato. Eles também são acusados de serem membros do MS-13.
De 13 a 14 de agosto de 2017, Walter Yovany Gomez, membro da facção MS-13 de Nova Jersey, que foi adicionado à lista dos mais procurados pelo FBI em abril de 2017, foi preso e acusado do brutal assassinato em 2011 de seu amigo, Julio Matute, por associação com outra gangue. Depois de uma noite de bebedeira, Gomez e outro membro do MS-13 bateram na cabeça de Matute com um taco de beisebol, cortaram sua garganta com uma faca e o esfaquearam nas costas com uma chave de fenda 17 vezes. Gomez conseguiu escapar da prisão, mas foi posteriormente capturado na Virgínia, onde estava escondido com outros membros da gangue MS-13.
O Centro de Estudos de Imigração de Washington, D.C., divulgou um relatório que listou 506 casos de atos criminosos MS-13 nos Estados Unidos entre 2012 e 2018.
Em 2017, dois membros do MS-13, Miguel Alvarez-Flores e Diego Hernandez-Rivera, foram presos por sequestrar, estuprar, torturar e drogar uma menina de 14 anos por mais de duas semanas em Houston, Texas. Segundo a jovem de 14 anos, os integrantes também mantiveram outra vítima, “Gênesis”, refém no mesmo apartamento.
O chefão da Costa Leste do MS-13, Miguel Angel Corea Diaz, de Laurel, Maryland (do Condado de Prince George's), foi indiciado em 19 de abril de 2018, no Tribunal do Condado de Nassau em Mineola, Nova York, por acusações que incluem conspiração para cometer assassinato. Ele pode ser condenado à prisão perpétua se for condenado. Ele foi um dos dezessete réus em um indiciamento de 21 acusações em janeiro, que o acusou de várias acusações de conspiração para cometer assassinato e operação como traficante de alto nível de substâncias controladas. Ele foi extraditado na semana de 23 de abril de 2018, do Condado de Prince George, Maryland, onde estava detido desde outubro. A prisão anterior substituiu a fiança de 125.000 dólares. A gangue teria feito uma ligação para "eliminar um policial" em retaliação pela prisão de Diaz.
Em 2018, Jose Villanueva foi atraído para a morte por vários membros do MS-13. Karla Jackelin Morales era membro do MS-13 e escapou removendo a tornozeleira. Uma recompensa de 5.000 dólares está sendo dada por informações que levem à sua captura.
Em um processo judicial de 6 de janeiro de 2020, o Departamento de Justiça dos Estados Unidos pediu a pena de morte contra Elmer Martinez, um líder de gangue MS-13 na Virgínia. Documentos judiciais acusaram Martinez dos assassinatos de dois menores em 2016, Edvin Mendez, de 17 anos, e Sergio Trimino, de 14 anos. Martinez, conhecido pelo pseudônimo de "Killer", foi acusado de atrair Mendez e Trimino para um parque em Alexandria, Virgínia, onde foram mortos e enterrados.

### Long Island, casos de Nova York, anos 2010
Em 2010, Rene Mejia supostamente assassinou um bebê de 2 anos em Long Island. De acordo com a confissão de um colega de gangue, Adalberto Guzman, os membros do MS-13 decidiram "largar", ou assassinar, em sua gíria, a mãe do bebê porque ela havia "desrespeitado" a gangue ao tentar fazer com que membros de gangues rivais espancassem seu ex-namorado do MS-13. Segundo Guzman, depois que a mãe foi atraída para a floresta com um convite para fumar maconha, ele a matou, e o bebê começou a gritar e chorar e foi executado com dois tiros na cabeça.
Em 30 de junho de 2015, Jonathan Cardona-Hernandez foi descoberto morto a tiros em uma rua em Central Islip, Nova York. O membro do MS-13, William Castellano, foi acusado de assassiná-lo sob a suspeita de que Cardona-Hernandez era membro de uma gangue rival. Castellano foi condenado no tribunal federal do Distrito Leste de Nova York a 27 anos de prisão pelo crime em 24 de janeiro de 2019.
O NYPD disse que o MS-13 foi responsável por 17 assassinatos entre janeiro de 2016 e abril de 2016 em Long Island.
Em agosto de 2017, dois membros não revelados foram acusados do assassinato em janeiro do civil Julio Cesar Gonzales-Espantzay, de 19 anos, que foi atraído com promessas de maconha e sexo para uma floresta em Long Island, onde foi atacado com facões e esfaqueado com facas. A polícia do Condado de Nassau também disse que os dois membros foram responsáveis por 21 assassinatos em Nova York em pouco menos de dois anos. As autoridades disseram que o motivo era ganhar reputação.
Em 20 de agosto de 2018, Josue Portillo, um membro de 17 anos do MS-13 de Long Island, se declarou culpado de acusações de extorsão. Portillo participou do assassinato de quatro jovens latinos que supostamente faziam parte de uma gangue rival. Portillo, junto com vários outros membros de sua gangue, atraiu os quatro jovens para a floresta atrás de um campo de futebol em Central Islip em 11 de abril de 2017 e depois matou as vítimas usando facões, facas e tacos de madeira. Embora tivesse 15 anos e 11 meses na época dos assassinatos, ele foi processado como adulto e pode pegar prisão perpétua. Foi condenado a 55 anos de prisão.
Em 9 de janeiro de 2019, três estudantes do ensino médio que vieram para os Estados Unidos ilegalmente quando jovens foram presos e acusados de esfaquear outro adolescente depois da escola em Central Islip, Nova York; eles também foram acusados de serem membros do MS-13. Em 29 de janeiro, eles foram denunciados.
Em 2 de fevereiro de 2019, um membro do MS-13 matou a tiros um membro da rival 18th Street Gang na estação 90th Street – Elmhurst Avenue do metrô de Nova York no Queens. No mesmo dia, grafite com o nome da quadrilha foi pichado na parede do lado de fora da sede distrital do vereador Francisco Moya. O presidente Donald Trump mencionou o incidente em seu Discurso sobre o Estado da União de 2019. A Alfândega e Execução da Imigração confirmou que o suspeito de assassinato era um imigrante sem documentos.
O promotor distrital do Condado de Suffolk, Timothy D. Sini, anunciou em 20 de dezembro de 2019 que nove líderes e 45 membros do MS-13, mais 19 traficantes de drogas, foram presos após uma investigação de 23 meses. Outros 23 foram presos em outras partes do estado de Nova York e 134 em El Salvador.

### Prostituição infantil
Em 2011, Alonso "Casper" Bruno Cornejo Ormeno, associado da MS-13 de Fairfax, Virgínia, foi condenado a 24 anos de prisão por prostituição infantil. Ormeno recrutou mulheres jovens para uma rede de prostituição localizando crianças fugitivas.
Rances Ulices Amaya, líder do MS-13, de Springfield, Virgínia, foi condenado em fevereiro de 2012 por traficar meninas de 14 anos para uma rede de prostituição. Ele foi condenado em junho de 2012 a 50 anos de prisão por prostituição infantil. As meninas foram atraídas de escolas de ensino fundamental, ensino médio e abrigos públicos. Uma vez adquiridas por Amaya, elas eram obrigadas a fazer sexo com até dez homens por dia.
Em setembro de 2012, Yimmy Anthony Pineda Penado (também conhecido como "Critico" e "Spike") de Maryland, um ex-"líder de gangue" do MS-13, tornou-se o décimo primeiro membro da gangue a ser condenado por prostituição infantil desde 2011.

### Charlotte, Carolina do Norte
Na primeira década do Século XXI, as autoridades americanas investigaram o MS-13 em Charlotte, Carolina do Norte. O trabalho acabou levando a acusações contra 26 membros do MS-13, incluindo sete condenações em janeiro de 2010, 18 confissões de culpa e 11 sentenças de prisão de vários anos.

### Alejandro Enrique Ramirez Umaña
Alejandro Enrique Ramirez Umaña, também conhecido como "Mago", foi o primeiro membro do MS-13 condenado à pena de morte federal. Em 2005, em Los Angeles, de acordo com um júri em fase posterior de sentença, Umaña assassinou Jose Herrera e Gustavo Porras em 27 de julho e participou, ajudou e incitou o assassinato de Andy Abarca em 28 de setembro. Mais tarde, ele veio para Charlotte, Carolina do Norte, de acordo com testemunhas, como membro veterano do MS-13, para reorganizar a célula da gangue em Charlotte.
De acordo com testemunhas em seu julgamento em 8 de dezembro de 2007, enquanto estava no Las Jarochitas, um restaurante familiar em Greensboro, Carolina do Norte, Umaña atirou fatalmente em Ruben Garcia Salinas no peito e Manuel Garcia Salinas na cabeça. Testemunhas afirmaram que os tiroteios ocorreram depois que os irmãos Garcia Salinas "desrespeitaram" os sinais da gangue de Umaña, chamando-os de "falsos". Disparando mais três tiros no restaurante, de acordo com o depoimento do julgamento, Umaña feriu outra pessoa com seus tiros. Testemunhos e evidências no julgamento mostraram que Umaña mais tarde fugiu de volta para Charlotte com a ajuda do MS-13. Umaña foi preso cinco dias depois com a arma do crime. Evidências e depoimentos adicionais do julgamento revelaram que Umaña coordenou tentativas de matar testemunhas e informantes enquanto ele estava preso aguardando julgamento.
Umaña foi indiciado por um grande júri federal em 23 de junho de 2008. Durante o julgamento, ele tentou trazer uma faca com ele para o tribunal, que foi descoberta pelo U.S. Marshals antes de ser transportado para o tribunal. Milhares de horas foram gastas no caso ao longo de vários anos. O trabalho internacional também esteve envolvido. Em 19 de abril de 2010, o júri condenou Umaña por várias acusações de assassinato e, adicionalmente, o considerou responsável pelos assassinatos de 2005 durante a fase de condenação. Em 28 de abril, um júri federal de 12 pessoas em Charlotte votou unanimemente pela imposição da pena de morte. Em 27 de julho de 2010, o juiz distrital dos EUA, Robert J. Conrad, de Charlotte, Carolina do Norte, impôs formalmente a sentença federal de pena de morte. O caso foi automaticamente apelado de acordo com as Regras Federais de Processo Penal. A sentença foi mantida em abril de 2014.

### Acusações de terrorismo
Em 15 de julho de 2020, durante uma coletiva de imprensa na Casa Branca, o procurador-geral William Barr anunciou que o Departamento de Justiça (DOJ) havia apresentado acusações de terrorismo contra Armando Eliu Melgar Diaz, um hondurenho que se mudou dos Estados Unidos de volta para seu país natal em 2016. O anúncio marcou a primeira vez que o DOJ usou acusações de terrorismo contra o MS-13, de acordo com uma reportagem do The Washington Post. Na mesma coletiva de imprensa, Barr também anunciou a prisão de 21 outros supostos membros da gangue MS-13 em Nova York e Nevada. Durante a sessão, Barr disse à imprensa que enquanto o MS-13 estava envolvido no tráfico de drogas, ganhar dinheiro com drogas não era uma fonte substancial de receita para o MS-13 nem um de seus objetivos, "o MS-13 é um tanto único nesse sentido: eles têm a selvageria de rua que você veria em uma gangue, não são movidos por interesses comerciais como, por exemplo, a máfia tradicionalmente era. É sobre a honra de ser a pessoa mais selvagem e sanguinária que você pode ser e construir uma reputação de assassino". O presidente Trump, durante a mesma entrevista coletiva, afirmou que "Estamos usando 'terrorismo', o que nos dá força extra. Fizemos um ótimo trabalho com o MS-13, mas agora estamos elevando-o a um nível ainda mais alto."

### Desenvolvimento na Espanha
Sob a coordenação da liderança da gangue em El Salvador, Mara Salvatrucha formou cinco grupos na Espanha como parte do programa expansionista Programa 34 da gangue. os grupos – “Providence” em Madrid, “Normandi” em Girona, “Dementes Locos” e “Demonios Locos” em Barcelona, e “Big Crazy” em Ibi – receberam apoio financeiro e logístico dos líderes do MS-13 e estavam focadas em operar negócios legítimos, como bares e restaurantes, que poderiam ser usados para lavagem de dinheiro e para fornecer empregos e vistos na Espanha para membros de gangues salvadorenhas anteriormente encarcerados. As operações da quadrilha baseadas na Espanha eram financiadas principalmente pela venda de maconha e cocaína, bem como com as mensalidades pagas pelos membros. O Corpo de Polícia Nacional iniciou uma investigação, conhecida como operação Cruasan ("Croissant"), sobre o MS-13 no final de 2012, depois que um jovem foi esfaqueado em uma briga envolvendo gangues rivais. Em 24 de março de 2014, a investigação culminou com a prisão de 35 integrantes da Mara Salvatrucha nas províncias de Alicante, Barcelona, Girona, Madri e Tarragona em uma operação que envolveu cerca de 300 oficiais da Guarda Civil.
Os membros da gangue foram acusados de vários delitos, incluindo lavagem de dinheiro, tentativa e formação de quadrilha para homicídio, tráfico de drogas e posse ilegal de armas de fogo. As acusações mais importantes no caso foram contra Esteban Arnulfo Naviti Mejía, também conhecido como "Darkin", e Pablo Antonio Naviti Mejía, também conhecido como "Big Man", que liderou o grupo "Big Crazy" e supostamente ordenou o assassinato de um membro de uma gangue rival no final de 2013, bem como o assassinato de uma testemunha em um caso que envolvia o MS-13 no início de 2014. O julgamento dos 35 acusados começou em Alicante em 20 de fevereiro de 2018.

### Ataques ao MacArthur Park em 2021
Em 2021, duas mulheres transexuais em MacArthur Park, Los Angeles, foram agredidas e esfaqueadas à noite dentro do parque. Os ataques foram condenados por vários grupos de defesa e, com os dois ataques tão intimamente ligados, resultaram em forte presença policial no Parque MacArthur. As mulheres foram forçadas a pagar aos membros do MS-13 uma "taxa" semanal pela permissão de estar no parque, de acordo com relatórios policiais e entrevistas com as vítimas, pelo direito de serem deixadas sozinhas pela gangue. O MS-13 teria cobrado essa taxa de várias pessoas para regular o comércio ilícito na área, já que o MacArthur Park é uma fonte significativa de receita no centro do território da gangue. A violência contra mulheres trans na área começou em grande parte com o fechamento de um bar próximo, frequentado por imigrantes latinas transgêneros que se voltaram para o trabalho sexual para sobreviver, e sua realocação de operações para o muito mais perigoso MacArthur Park após o referido fechamento. A vítima, Daniela Hernandez, ela própria uma salvadorenha que imigrou para a cidade ilegalmente, lutou para pagar a taxa semanal de 20 dólares depois de perder o emprego de zeladora e acreditava que a gangue a havia escolhido devido ao seu status de mulher transgênero. Isso continuou por cerca de três meses, até que ela finalmente decidiu parar de pagar a taxa pela gangue, onde depois foi agredida e esfaqueada perto de um lago e descoberta com vários ferimentos perto da Union Station. Sobrevivendo, ela voltou a pagar a taxa semanal, até que quatro semanas depois ela estava no parque com a garganta cortada e com 15 facadas. A publicidade resultante dos ataques levou ao aumento da atividade policial no parque, a ponto de grande parte do MS-13 que operava na área se mudar para a 10th Street.